# Profession réglementée
Une profession réglementée est définie par des dispositions législatives, réglementaires ou administratives spécifiques qui en limitent l'accès. Ces dispositions s'ajoutent aux règlements d'administration publique, d'hygiène et de sécurité auxquels toutes les professions et toutes les activités économiques sont soumises.

## Définition
Le terme de « profession réglementée » (dans le sens de la directive 2005/36/CE du Parlement européen et du Conseil du 7 septembre 2005) est défini dans l'article 3-1-a de la directive : 
« Activité ou ensemble d'activités professionnelles dont l'accès, l'exercice ou une des modalités d'exercice est subordonné directement ou indirectement, en vertu de dispositions législatives, réglementaires ou administratives, à la possession de qualifications professionnelles déterminées; l'utilisation d'un titre professionnel limitée par des dispositions législatives, réglementaires ou administratives aux détenteurs d'une qualification professionnelle donnée constitue notamment une modalité d'exercice. »
Si la liste des professions réglementées varie fortement d’un pays à l’autre, on y trouve en général deux groupes : 
- les professions libérales (médecins, architectes, avocats) et les offices ministériels (notaires, huissier de justice, commissaire-priseurs, transitaires, ..) qui sont considérés comme des missions de services publics ou des délégations de service public ;
- les professions de service qui s'exercent auprès du public et pour lesquelles il est exigé de disposer d'un niveau de qualification (diplôme), de moyens techniques (local, matériel, information, stock) et de garanties (assurance).

L'exercice illégal d'une profession réglementée est passible de sanctions. Ainsi le Code pénal français punit :
- d'un an d'emprisonnement et de 15 000 euros d'amende […] l'usage, sans droit, d'un titre attaché à une profession réglementée par l'autorité publique. (Art. 433-17).
- de trois ans d'emprisonnement et de 45 000 euros d'amende le fait, pour toute personne agissant sans titre de s'immiscer dans l'exercice d'une fonction publique ou de délégation de service public, (selon la jurisprudence) ou d'exercer (…) une activité réservée aux officiers publics et ministériels.(Art. 433-12)

## Belgique[1](Fédération Wallonie-Bruxelles)
La Fédération Wallonie-Bruxelles définit une profession réglementée comme "une activité ou un ensemble d'activités professionnelles dont l'accès, l'exercice ou une des modalités d'exercice (par exemple, l'utilisation d'un titre professionnel) est subordonné directement ou indirectement à la possession de qualifications professionnelles déterminées (diplôme, formation, réalisation de stages professionnels, etc.) et ce en vertu de dispositions législatives, réglementaires ou administratives spécifiques."

### Professions commerciales ou artisanales réglementées[3],[4]
- entrepreneuriat (commerçant/artisan) (attestation de connaissances de gestion de base)

1) Véhicules
- cycles (vente, réparation)
- compétence professionnelle sectorielle pour les véhicules à moteur ayant une masse maximale jusqu'à 3,5 tonnes (entretien et réparation des véhicules à moteur)
- compétence professionnelle sectorielle pour les véhicules à moteur ayant une masse de plus de 3,5 tonnes (entretien et réparation des véhicules à moteur)
- compétence professionnelle intersectorielle pour les véhicules à moteur (entretien et réparation des véhicules à moteur, réparation de la carrosserie, vente au détail de véhicules à moteur usagés)

2) Construction
- activités de gros-œuvre
- activités de plafonnage, cimentage et pose de chapes
- activités de carrelage, de marbre et de la pierre naturelle
- activités de toiture et de l'étanchéité
- placement/réparation de la menuiserie et de la vitrerie
- menuiserie générale
- activités de la finition
- activités d'installation de chauffage central, de climatisation, de gaz et de sanitaire (+ agréments combustible liquide, combustible gazeux, diagnostics approfondis[5],[6] ...)
- activités électrotechniques
- entreprise générale de construction

3) Soins aux personnes
- coiffeur
- esthéticien(ne)
- pédicure (uniquement dans la Région Bruxelles-Capitale)
- masseur (uniquement dans la Région Bruxelles-Capitale)
- opticien
- technicien dentaire (uniquement dans la Région Bruxelles-Capitale)
- entrepreneur de pompes funèbres

4)  Alimentation
- grossiste en viandes-chevillard (uniquement dans la Région Bruxelles-Capitale)
- restaurateur/traiteur-organisateur de banquets
- boulanger-pâtissier

5) Autres professions
- installateur-frigoriste (+ certification environnementale[5],[6].)
- dégraisseur-teinturier (uniquement dans la Région Bruxelles-Capitale)

6) Agréments spécifiques
- boucher-charcutier[7],[8]
- exploitant de bancs solaires[9] (responsable de l'accueil)
- activités de tatouage/piercing[10]
- armurier[11] (commerce d'armes et munitions, activités d'intermédiaire, réparation, gravure ...)
- intermédiaire en assurances/en services bancaires et d'investissement/en crédits (hypothécaire, à la consommation)[12]

### Professions libérales, paramédicales ou intellectuelles prestataires de services réglementées
1) Les professions nécessitant une inscription à un Ordre, un Institut ou une Chambre :
- médecin[13],[14]
- vétérinaire[15],[16]
- pharmacien[17],[14]
- notaire[18]
- avocat[19]
- huissier de justice[20]
- juriste d'entreprise[21] (titre protégé uniquement)
- réviseur d'entreprises[22]
- expert-comptable/conseiller fiscal[23]
- architecte[24]
- agent immobilier[25] (courtier/syndic)
- expert en automobiles[26]

2) Les autres professions de santé ou paramédicales réglementées :
- dentiste
- kinésithérapeute
- sage-femme
- infirmier[28]
- aide-soignant[29]
- logopède
- diététicien
- ergothérapeute
- orthoptiste-optométriste
- bandagiste/orthésiste/prothésiste
- audiologue/audicien
- technologue de laboratoire médical
- technologue en imagerie médicale
- assistant pharmaceutico-technique
- secouriste-ambulancier
- ambulancier de transport non urgent de patients
- hygiéniste bucco-dentaire
- psychologue clinicien
- orthopédagogue clinicien

3) les professions nécessitant une inscription auprès d'une administration fédérale (ou d'une commission d'agrément) :
- psychologue[30] (titre protégé uniquement)
- géomètre-expert[31]
- journaliste professionnel[32] (titre protégé uniquement)
- mandataire agréé en matière de brevets d'invention[33]
- magistrat[34]
- expert judiciaire[35]
- traducteur/interprète juré[35]
- médiateur agréé[36]

### Professions de l'enseignement réglementées
1) Enseignement :
- instituteur maternel
- instituteur primaire
- enseignant dans l'enseignement secondaire
- enseignement supérieur (maître de formation pratique, maître-assistant, chargé de cours)

2) Enseignement & recherche académique :
- enseignement universitaire[38] (chargé de cours, professeur, professeur ordinaire)

### Professions réglementées relevant des services publics de secours et de sécurité
- policier[39] (agent, agent de sécurisation, inspecteur, inspecteur principal, commissaire, commissaire divisionnaire)
- pompier/protection civile[40]

### Professions du transport réglementées
1) Transport routier,, :
- transport de marchandises par route
- transport de voyageurs par route
- chauffeur de taxi[44] (certificat de capacité dans certaines grandes villes)

2) Navigation intérieure, marine marchande & pêche maritime :
- transport de marchandises par voie navigable[45] (navigation intérieure et rhénane)
- marine marchande[46],[47] (normes internationales STCW)
- navigation de pêche maritime[48] (normes internationales STCW)

3) Transport ferroviaire :
- conducteur de train[49],[50] (licence européenne)
- accompagnateur de train[51],[50]

4) Aviation civile :
- pilote de ligne  (licence européenne)
- steward/hôtesse de l'air (Cabin Crew Attestation)
- contrôleur aérien[53] (licence européenne)
- personnel de maintenance d'aéronefs (licence européenne)

### Autres professions réglementées
- assistant social[54] (titre protégé uniquement)
- aide familial(e)[55] (Région wallonne)
- accueil de la petite enfance [56],[57] (puériculteur(-trice), accueillant(e) d'enfants ...)
- directeur de maison de repos[58],[59]
- guide touristique[60] (titre protégé uniquement) (Région wallonne)
- animateur/coordinateur de centres de vacances[61]
- maître-nageur sauveteur[62]
- détective privé[63]
- agent de gardiennage[63]
- entreprise de sécurité[63] (conception, installation et entretien de systèmes d'alarme)
- garde champêtre particulier[64]
- directeur/moniteur d'auto-école[65]
- examinateur permis de conduire[66]
- personnel du contrôle technique des véhicules [67] (Région wallonne)
- télépilote professionnel de drone[68] (licence)
- opérateur de travaux subaquatiques[69],[70]
- conseiller en prévention[71],[72]
- coordinateur sécurité-santé[73],[74]
- représentant en douane[75],[76]

## Canada

### Québec
Les professions réglementées sont régies par le Code des Professions LRQ à travers l'Office des professions du Québec.
Il y a 51 professions réglementées par un ordre professionnel au Québec.
D'autres professions, comme les maîtres-électriciens, ont des actes réservés par la loi, mais ne sont pas des professions réglementées par un ordre professionnel, ne répondant pas à certains critères, comme avoir un code de déontologie.

## France
En France, le centre ENIC-NARIC informe sur les procédures à suivre pour l'exercice sur le territoire français d'une profession réglementée. Il est le point de contact français de la Directive 2005/36/CE (du Parlement européen et du Conseil de l'Europe du 7 septembre 2005) relative à la reconnaissance des qualifications professionnelles.
Les définitions de ce qu'on appelle une profession réglementée n'étant ni restrictives, ni consensuelles, il est impossible d'établir une « liste des professions réglementées en France » qui serait exhaustive et consensuelle. Au contraire si on choisit une définition restreinte, on peut obtenir une liste restreinte, par exemple la « liste des professions réglementées en situation de monopole légal en France », qui sont les professions d'officier ministériel, réduites au nombre de 4 au XXe siècle.[réf. nécessaire]
Ainsi « les 37 professions réglementées » est une boutade signifiant qu'il y en a davantage que beaucoup, le nombre 36 signifiant beaucoup dans une expression. En septembre 2014, le président de la Banque centrale européenne parle de 219 professions réglementées en France, mais sans en fournir la liste. On sait seulement que l'obtention d'une licence de débit de boisson, fait des bistrotiers une profession réglementée au sens des institutions européennes,.

### Professions à monopole
Pour l'avenir de ces charges, il existe quatre options : le statu quo, l'accroissement (une forme de délégation de service public), une libéralisation (qui implique de rétrocéder à l'état ses pouvoirs publics pour que ne subsiste que des prérogatives privées), ou la création de concours de fonctionnaires comme ce fut le cas pour toutes les professions de greffier sauf ceux des tribunaux de commerce.
Les directives de l'Union européenne, négociées et adoptées par la France, préconisent la solution de la libéralisation, tout en la suspendant sine die. En janvier 2015, François Hollande déclare vouloir : « ouvrir ces professions qui étaient fermées ».
- Greffier des tribunaux de commerce : officier ministériel
- Huissier de justice: Office ministériel et organisation ordinale
- Avocats à la Cour et avocats aux Conseils: organisation ordinale
- Commissaire-priseur: offices ministériels privatisés et déréglementés
- Conservateur des hypothèques: office ministériel, en partie déréglementée

Les Notaires ont des offices ministériels mais ne sont pas organisés en Ordre qui pourraient les sanctionner, mais en chambres (nationale et régionales) qui ont vocation à les représenter auprès du public et qui ont également une vocation disciplinaire. Elles sont aussi chargées de surveiller au quotidien le respect de la déontologie par les notaires.

### Professions commerciales soumises à réglementation
(avril 2024).
Si vous disposez d'ouvrages ou d'articles de référence ou si vous connaissez des sites web de qualité traitant du thème abordé ici, merci de compléter l'article en donnant les références utiles à sa vérifiabilité et en les liant à la section « Notes et références ».
De nombreuses professions ont un accès à la profession restreint appelé certificat de qualification professionnelle (CQP) mais qui n'implique aucun règlement par la suite autre que les obligations légales (assistance à personne en danger…). Ainsi si on dit que la profession de chauffeur de taxi est réglementée c'est en raison de l'achat de la licence et non en raison de l'examen d'accès. Ces professions sont soumises à une importante réglementation.
- Intermédiaires bancaires : accès et exercice de la profession soumis à certaines conditions
- Activités liées aux animaux de compagnie : un certificat de capacité, délivré par les services préfectoraux en correspondance d'une liste de formations accréditées, est nécessaire pour l'exercice des activités liées aux animaux de compagnie telles que : l'élevage, la pension, la garde, l'éducation, le dressage, le toilettage ou la présentation des chiens et des chats.
- Agent général d'assurance : catégorie des Intermédiaires en assurances
- Agent immobilier : profession réglementée par la Loi Hoguet
- Auto-école: réglementation ouverte aux acteurs en ligne à la suite de l'adoption de la Loi Macron
- Chauffeur de taxi
- Coiffeur : le brevet professionnel (BP) est exigé (qualification du chef d’entreprise ou de la personne sous le contrôle effectif et permanent de laquelle sera exercée l’activité)
- Commerces d'alimentation : boulanger, boucher, charcutier, glacier, poissonnier, etc.
- Débit de boisson
- Maréchal-ferrant
- Ramoneur
- Transporteur

### Professions non commerciales réglementées

#### Les professions nécessitant une inscription à un Ordre, un Institut ou une Chambre
(avril 2024).
Si vous disposez d'ouvrages ou d'articles de référence ou si vous connaissez des sites web de qualité traitant du thème abordé ici, merci de compléter l'article en donnant les références utiles à sa vérifiabilité et en les liant à la section « Notes et références ».
Cette catégorie regroupe toutes les professions qui exercent une activité ni commerciale, ni artisanale, ni industrielle, ni agricole et qui sont dotées d'un ordre ou d'une chambre professionnelle et d'un Code de déontologie.
- Avocat (profession) : différents ordres locaux de cette profession
- Architecte : Diplôme d’État et Habilitation professionnelle (HMONP) ou autres qualifications équivalentes, Ordre des architectes
- Biologiste médical (analyses médicales) : sur titre (diplôme d'État)
- Buraliste: était anciennement un office ministériel à cause de la vente de timbres fiscaux, de billets de loterie nationale et de tabac
- Chirurgien-dentiste: Diplôme d'État de docteur en chirurgie dentaire, Ordre national des chirurgiens dentistes[83]
- Commissaire aux comptes: organisation ordinale : Haut Conseil du commissariat aux comptes (H3C), en partie déréglementée
- Expert-comptable : Ordre des experts-comptables
- Géomètre-expert : Ordre des géomètres-experts
- Infirmier: Diplôme d'État d'infirmier, Ordre national des infirmiers[84]
- Mandataire judiciaire
- Masseur-kinésithérapeute : Diplôme d'État de masseur-kinésithérapeute, Conseil de l'Ordre des masseurs kinésithérapeutes[85]
- Médecin: Diplôme d'État de docteur en Médecine, Ordre des médecins[86]
- Pédicure-podologue: Diplôme d'État de pédicure-podologue, Ordre national des pédicures-podologues[87]
- Pharmacien: office ministériel, Diplôme d'état de docteur en Pharmacie, Ordre des pharmaciens[88]
- Sage-femme: Diplôme d'État de sage-femme, Conseil national de l'Ordre des sages-femmes[89]
- Transitaire de douane: anciens offices ministériels, privatisés et déréglementés
- Trésorier-payeur général: anciens offices ministériels, obligation de caution personnelle, en partie déréglementés
- Vétérinaire: diplôme de docteur d'État, organisation du type ordinal[90]
- Agent de change: offices ministériels privatisés et déréglementés. Cette profession n'existe plus depuis 1987
- Administrateur judiciaire

#### Professions de santé, paramédicales ou sociales réglementées mais ne nécessitant pas d'inscription à un Ordre, un Institut ou une Chambre
(avril 2024).
Si vous disposez d'ouvrages ou d'articles de référence ou si vous connaissez des sites web de qualité traitant du thème abordé ici, merci de compléter l'article en donnant les références utiles à sa vérifiabilité et en les liant à la section « Notes et références ».
- Ambulancier : Diplôme d'État d'ambulancier
- Assistant de Service Social : sur titre (diplôme d'État)
- Chiropracteur: sur titre, profession non organisée.
- Diététicien : sur titre (diplôme d'État)
- Ergothérapeute : sur titre (diplôme d'État)
- Manipulateur en électroradiologie médicale : (diplôme d'État)
- Orthoptiste : sur titre (« Certificat »), profession non organisée (c'est-à-dire sans chambre professionnelle)
- Orthophoniste : sur titre (Certificat de capacité d'orthophoniste), profession non organisée
- Ostéopathe: sur titre, profession non organisée.
- Physicien médical: titulaire du Diplôme de Qualification en Physique Radiologique et Médicale
- Préparateur en pharmacie hospitalière : sur titre (diplôme d'État)
- Psychologue : sur titre (diplôme d'État)
- Psychothérapeute : Tous les psychothérapeutes formés depuis 2011 justifient d'un diplôme universitaire d'un niveau supérieur ou égal à bac+5 (en psychiatrie ou psychologie) et ont effectué des stages en institution psychiatrique. Certains professionnels anciennement installés ont bénéficié de mesures transitoires : passage devant une commission d'évaluation et, au besoin, complément de formation.
- Psychomotricien : sur titre (diplôme d'État)
- Médiateur familial : sur titre (diplôme d'État)
- Puéricultrice : sur titre (diplôme d'État), profession non organisée
- Secouriste : Dans les années 2000, l'État français a imposé des certificats de qualification professionnelle (CQP), ou des certificats remis par des associations d'utilité publique (PSC, PSE1 et PSE2). Les secouristes sans titre (ou CQP, PSC, PSE 1 ou PSE 2) n'agissent que selon un « lien de subordination », encadrés par un infirmier ou un médecin.
- Technicien de laboratoire médical (analyses médicales).

### Autres professions faisant l'objet d'une réglementation
(avril 2024).
Si vous disposez d'ouvrages ou d'articles de référence ou si vous connaissez des sites web de qualité traitant du thème abordé ici, merci de compléter l'article en donnant les références utiles à sa vérifiabilité et en les liant à la section « Notes et références ».
- Agent de recherches privées, également appelé enquêteur privé, enquêteur de droit privé, enquêteur d'assurances, détective privé, agent de renseignements privés (etc.). Activité régie par le Code de la sécurité intérieure, livre VI, titre II (en vigueur depuis le 1er mai 2012) dont l'article L. 621-1 dispose : "Est soumise aux dispositions du présent titre la profession libérale qui consiste, pour une personne, à recueillir, même sans faire état de sa qualité ni révéler l'objet de sa mission, des informations ou renseignements destinés à des tiers, en vue de la défense de leurs intérêts."
- Conseil en propriété industrielle : La profession de Conseil en Propriété Industrielle est une profession réglementée apte à représenter tiers en matière de brevets, marques, dessins et modèles auprès de l'INPI, et qui a pour mission d'offrir ses services au public pour conseiller, assister ou représenter les tiers en vue de l'obtention, du maintien, de l'exploitation ou de la défense des droits de propriété industrielle, droits annexes. Comme la plupart des professions réglementées, elle est protégée par un titre difficile à acquérir, puisqu'il est accordé après un examen organisé par l'INPI. Pour pouvoir s'inscrire à cet examen, il faut être titulaire d'un diplôme d'ingénieur ou d'une maîtrise scientifique, technique ou juridique et d'un le diplôme universitaire en droit de la propriété industrielle délivré par le CEIPI situé à Strasbourg ou d'un diplôme équivalent. Cette formation universitaire doit, de plus, être accompagnée d'une pratique professionnelle certifiée de 3 années sous la responsabilité d'une personne elle-même inscrite sur la liste des personnes qualifiées.
- Conservateur (sur titre : diplôme de conservateur du patrimoine de l'INP ou diplôme de conservateur des bibliothèques de l'ENSSIB)
- Éducateur sportif  (diplôme d'État et de branche professionnelle)
- Expert agricole et foncier et expert forestier
- Expert judiciaire (inscription au tableau de chaque cours d'appel)
- Animateur socioculturel et Directeur en Accueil collectif de mineurs (ACM)
- Entrepreneur du spectacle vivant

### Professions ne faisant pas l'objet d'une réglementation stricto sensu
Ces professions n'ont aucune réglementation particulière (autre que le droit du travail et que les conventions collectives des salariés). C'est pourquoi la répression des fraudes (DGCCRF) chargée de faire appliquer les réglementations ne peut souvent pas mettre à l'amende ces professionnels. Par ailleurs, le droit pénal protège les personnes vulnérables (Abus de faiblesse) et combat le banditisme (Escroquerie en droit pénal français).
- Coach en développement personnel : dénomination commerciale sans titre
- Astrologue, voyant : dénomination commerciale sans titre, le diagnostic et la prescription caractérisent un éventuel exercice illégal de la médecine en droit pénal français
- Consultant feng shui : dénomination commerciale sans titre, a priori non concerné par le délit d'exercice illégal de la médecine en droit pénal français, car les diagnostics et les prescriptions ne concernent pas des personnes physiques, mais concernent des personnes morales ou des biens immobiliers.
- Marabout, mage, sorcier : dénomination commerciale sans titre, le diagnostic et la prescription caractérisent un éventuel exercice illégal de la médecine en droit pénal français
- Psychanalyste : dénomination commerciale sans titre (il n'est donc nullement nécessaire d'être psychiatre ni psychologue). Mais, de nombreux psychanalystes sont diplômés en psychologie (bac+5 à bac+8) ou psychiatres. Le psychanalyste a souvent mais pas toujours commencé une psychanalyse avec un aîné de l'association de psychanalyse de son choix dont il est membre. Incidemment ces associations ont un intérêt à réglementer leur profession et à réprimer les abus. Toute personne non-médecin qui diagnostiquerait ou prescrirait un traitement s'exposerait à des peines pénales pour exercice illégal de la médecine.
- Sourcier : dénomination commerciale sans titre
- Magicien, Performeur, Artiste de rue, Artiste «vivant», Artiste de cirque : dénomination commerciale sans titre

### Libéralisation
L'IGF (Inspection  Générale  des  Finances) a émis un rapport en 2013 sur quelques dizaines de professions réglementées, qui la conduit à promouvoir la libéralisation de ces professions.
Parmi différentes mesures de libéralisation, l'IGF promeut:
- la suppression des monopoles (par exemple pour la délivrance de médicaments sans ordonnance)
- la suppression des tarifs réglementés
- l'inscription dans la loi de principes de liberté d’installation et de liberté d’investissement
- la suppression des numerus clausus pour les professionnels de santé.

La loi Macron envisage d'instaurer la liberté d’installation pour les seules professions réglementées du droit, la suppression du numerus clausus pour les notaires, les avocats à la Cour de cassation, les huissiers et autres professions juridiques, et la mise à jour des grilles tarifaires.
En 2010 37 professions réglementées représentent un chiffre d’affaires cumulé de 235,8 milliards d'euros et  une  valeur  ajoutée  de  123,8 milliards d'euros (soit 6,4 % du PIB). Ces activités génèrent un 
bénéfice de 42,7 milliards d'euros en 2010 (soit 34,5 % du chiffre d’affaires). Ces 37 activités emploient 1,1 million de salariés.

#### Surplus de bénéfice
Ces professions bénéficient d'un bénéfice représentant 19,2 % du chiffre d’affaires, soit 2,4 fois la rentabilité constatée dans le reste de l’économie.
Pour 32 de ces 37 professions, le revenu médian est supérieur au revenu médian des salariés français.
| Pour des raisons techniques, il est temporairement impossible d'afficher le graphique qui aurait dû être présenté ici. |
| Source : IGF. |

#### Démarches de réformes
Chronologies des propositions de réformes:
| Année | Auteur                                         | Commentaire                                             |
| ----- | ---------------------------------------------- | ------------------------------------------------------- |
| 1959  | comité Armand‐Rueff                            | « suppression des obstacles à l’expansion économique ». |
| 1983  | Inspection générale des finances               | rapport Augier                                          |
| 2008  | commission pour la libération de la croissance | rapport Attali 2008                                     |
| 2009  | commission Darrois                             |                                                         |

Ces propositions ont donné lieu à des lois:
- loi de modernisation de l'économie du 10 août 2009,
- loi de modernisation des professions juridiques et judiciaires du 28 mars 2011

#### Contexte européen
Le contexte européen a apporté sa pierre à l'édifice:
- 2004, Livre Blanc de la Commission européenne sur les professions libérales
- 2005, directive sur la « reconnaissance des qualifications professionnelles »
- 2006, directive « services »

Les professions réglementées sont concernées par différentes thématiques européennes: jurisprudence communautaire, liée aux restrictions en  matière de libre prestation de service, de liberté  d’installation, de liberté capitalistique, de publicité et d’équivalence des qualifications ;  le « paquet services » de 2012, qui conduit à revoir des réglementations en place ; le projet de modernisation de la directive sur les qualifications professionnelles.
En particulier, en 2012, le Conseil de l'union européenne considère que « Les réformes qui ont été adoptées pour simplifier l'environnement des entreprises et éliminer les restrictions dans certains secteurs et professions réglementés n’ont pas permis de supprimer les barrières à l’entrée et les comportements restrictifs existant dans de nombreux autres secteurs (par exemple, vétérinaires, chauffeurs de taxi, secteur de la santé, professions juridiques, y compris notaires ). Il s’avère donc nécessaire de réaliser un examen plus horizontal et systématique des barrières à l’entrée et des comportements restrictifs qui subsistent dans les professions réglementées afin d'apprécier leur nécessité et leur proportionnalité. ».